# Holkham Hall

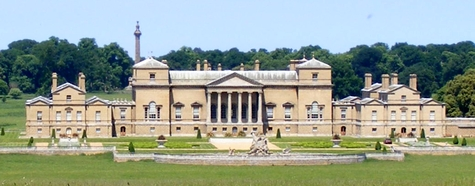
Zuidgevel, in de rechter uitbouw is de kapel, in de linker uitbouw de bibliotheek.

Holkham Hall is een buitenhuis in Holkham, dat aan de noordkust van Norfolk ligt. Het werd gebouwd voor Thomas Coke, 1ste graaf van Leicester (1697-1759), door de bekende architect William Kent, die werd bijgestaan door Richard Boyle. De bouwstijl is een voorbeeld van het palladianisme.
In 1609 kocht Edward Coke een groot stuk grond. Het landgoed heette toen nog Neals. Edward Coke legde de basis voor het familiefortuin. De familie Coke had de titel Earl of Leicester of Holkham.

## Park
Al voordat er gebouwd werd, was begonnen met de aanleg van het park. Duizenden bomen werden geplant om weerstand te bieden aan de gure winden. 
Op het hoogste punt werd al in 1730 een obelisk geplaatst. Een tweede obelisk werd later geplaatst ter herinnering aan Thomas Coke. Het steekt uit boven het dak van het huis (zie foto).
Samuel Wyatt was de tuinarchitect die ten westen van het huis een ommuurde tuin van 2,6 hectare aanlegde tegen het einde van de 18e eeuw. Een Venetiaans hek werd in 1908 aangebracht, verder zijn er een paar victoriaanse kassen.

## Huis

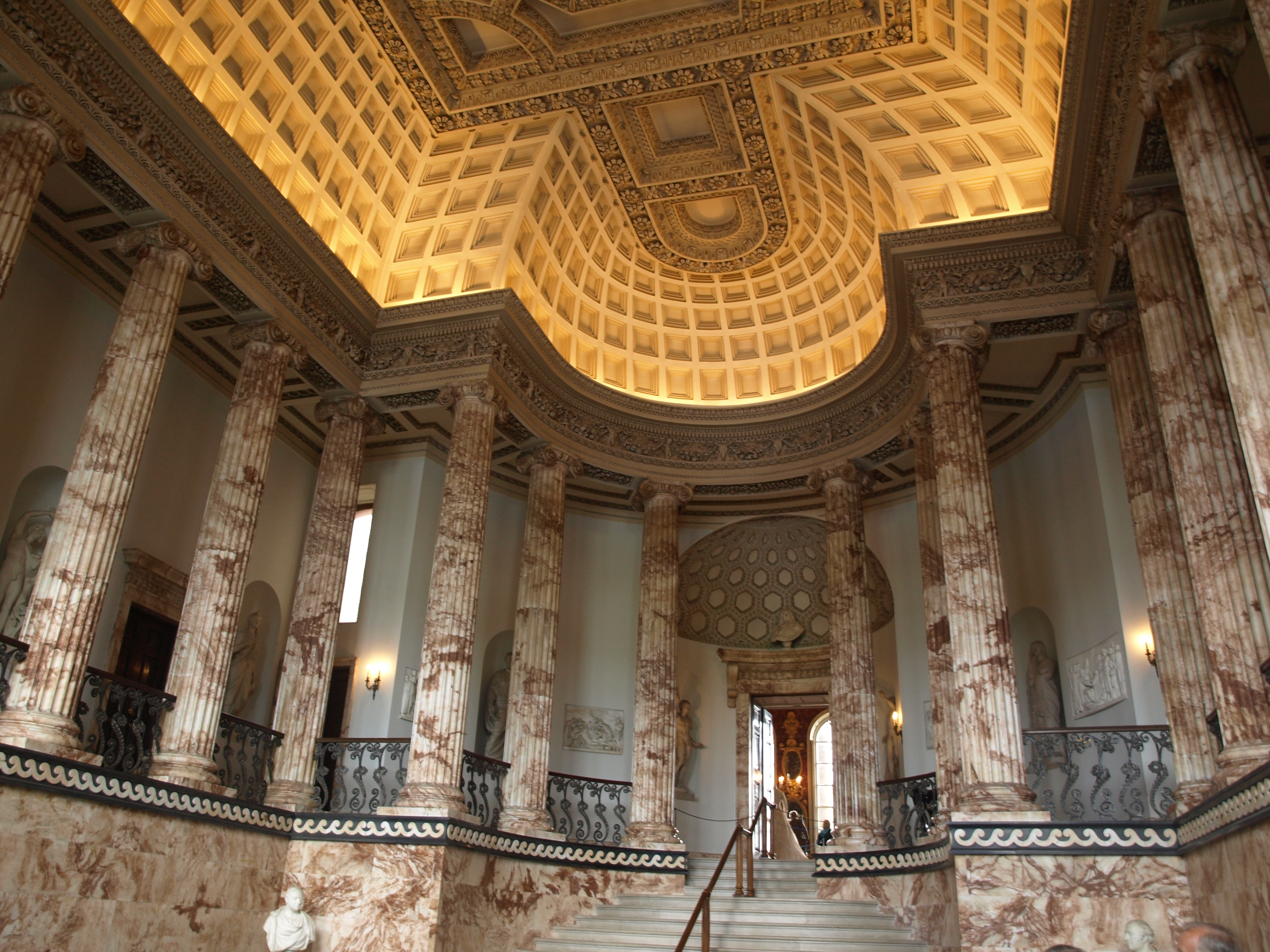
Marmeren hal

De basis van het huis is een rechthoek. De ingang is aan de zuidkant en wordt via een trap bereikt, daarachter is de marmeren hal, die in feite is gemaakt van roze Derbyshire albast. Hier is een kopie van het plafond van het Pantheon in Rome, met een totale hoogte van 17 meter. Vandaar komt men met een trap op de hoofdverdieping. 
Aan de noordkant is de grote salon. De rode wandbekleding, gemaakt van wol, linnen en zijde, komt uit Genua. Hier hangt een schilderij over de terugkeer van Jezus uit Egypte (waar hij een kind van ongeveer 5 jaar is), gemaakt door Peter Paul Rubens. Daartegenover hangt een schilderij van de hertog van Arenburg, gemaakt door Anthony van Dyck.  
Er is ook een statige salon aan de noordkant. Aan de muren hangen Belgische wandtapijten, door lady Leicester in 1759 gekocht. Ze waren oorspronkelijk bestemd voor een slaapkamer maar werden in 1906 naar deze salon verhuisd. 
Aan de oostkant ligt de eetkamer, via een onopvallende deur kon het personeel via een trap naar de keuken, die in het souterrain is. Aan de westkant is de gastenslaapkamer, hier logeerde onder meer koningin Mary.
De beeldengalerij was achter de eetkamer. Hier stonden klassieke beelden uit de Romeinse periode (100-300 na Chr.). Alleen het medaillon van Julius Caesar, dat boven de haard hangt, dateert uit de 17e eeuw. Verder staan er twee vergulde sofa's uit 1757. Begin 21e eeuw werden ze opnieuw bekleed, ditmaal met Marokkaans leer.
De keuken is onder het huis en werd in 1757 in gebruik genomen. Rond 1850 had het huis ongeveer 60 man personeel. Maandelijks werden ruim 1500 maaltijden verzorgd. De keuken is helemaal gerestaureerd.
Aan iedere hoek van het gebouw is een uitbouw gemaakt in de vorm van een huis. In die uitbouwen zijn aan de zuidkant een kapel (rechts) en een bibliotheek (links).